# يوهان رودريغيز
يوهان رودريغيز (بالإسبانية: Johan Rodríguez) (مواليد 15 أغسطس 1975) هو لاعب كرة قدم. يلعب مع منتخب المكسيك لكرة القدم. سبق له أن لعب في كأس العالم لكرة القدم مع منتخب بلاده.

## روابط خارجية
- يوهان رودريغيز على موقع الاتحاد الدولي (مؤرشف)  (الإنجليزية)
- يوهان رودريغيز على موقع قاعدة بيانات كرة القدم.إي يو (الإنجليزية)
- يوهان رودريغيز على موقع ناشيونال فوتبول تيمز (الإنجليزية)
- يوهان رودريغيز على موقع Soccerway.com (الإنجليزية)